# Lophostemon grandiflorus
Lophostemon grandiflorus är en myrtenväxtart som först beskrevs av George Bentham, och fick sitt nu gällande namn av Peter G.Wilson och John Teast Waterhouse. Lophostemon grandiflorus ingår i släktet Lophostemon och familjen myrtenväxter.

## Underarter
Arten delas in i följande underarter:
- L. g. grandiflorus
- L. g. riparius